# Ramūnas Navardauskas
Ramūnas Navardauskas (30 de enero de 1988) es un ciclista lituano.
Dio el salto al profesionalismo de primer nivel en 2011 con el equipo Garmin. Tras unos últimos años compitiendo con problemas de salud, al término de la temporada 2020 anunció su retirada. Sin embargo, en 2022 volvió al profesionalismo con el Voltas Cycling Team de su país.
Fue campeón de Lituania tanto en ruta como contrarreloj y sus victorias más importantes fueron llevarse etapas en dos grandes vueltas una en el Tour de Francia 2014 y otra en el Giro de Italia 2013. En el Giro de Italia 2012 fue líder de la "corsa rosa" durante dos jornadas.

## Palmarés
| 2007 - Campeonato de Lituania en Ruta 2009 - 3.º en el Campeonato de Lituania Contrarreloj 2010 (como amateur) - 1 etapa de la Ronde d'Isard - 1 etapa de la Boucles de la Mayenne - Lieja-Bastoña-Lieja sub-23 - 3.º en el Campeonato de Lituania Contrarreloj - 2.º en el Campeonato de Lituania en Ruta 2011 - 2.º en el Campeonato de Lituania Contrarreloj - Campeonato de Lituania en Ruta 2012 - Campeonato de Lituania Contrarreloj - 2.º en el Campeonato de Lituania en Ruta 2013 - 1 etapa del Tour de Romandía - 1 etapa del Giro de Italia - 3.º en el Campeonato de Lituania Contrarreloj | 2014 - Circuito de la Sarthe, más 1 etapa - Campeonato de Lituania Contrarreloj - 1 etapa del Tour de Francia 2015 - Circuito de la Sarthe - Campeonato de Lituania Contrarreloj - 2.º en el Campeonato de Lituania en Ruta - 3.º en el Campeonato Mundial en Ruta 2016 - Campeonato de Lituania en Ruta 2017 - 1 etapa de la Vuelta a San Juan 2018 - 2.º en el Campeonato de Lituania Contrarreloj - 2.º en el Campeonato de Lituania en Ruta - Tour del Mar Negro, más 1 etapa 2019 - 3.º en el Campeonato de Lituania Contrarreloj - Campeonato de Lituania en Ruta |

## Resultados en Grandes Vueltas y Campeonatos del Mundo
Durante su carrera deportiva consiguió los siguientes puestos en las Grandes Vueltas y en los Campeonatos del Mundo en carretera:
| Carrera              | Carrera              | 2007 | 2008 | 2009 | 2010 | 2011  | 2012  | 2013  | 2014  | 2015  | 2016  | 2017 | 2018 | 2019 | 2020 |
| -------------------- | -------------------- | ---- | ---- | ---- | ---- | ----- | ----- | ----- | ----- | ----- | ----- | ---- | ---- | ---- | ---- |
|                      | Giro de Italia       | —    | —    | —    | —    | —     | 137.º | 87.º  | —     | —     | 122.º | —    | —    | —    | —    |
|                      | Tour de Francia      | —    | —    | —    | —    | 157.º | —     | 120.º | 141.º | 143.º | 134.º | —    | —    | —    | —    |
|                      | Vuelta a España      | —    | —    | —    | —    | —     | —     | —     | —     | —     | —     | —    | —    | —    | —    |
| Mundial en Ruta      | Mundial en Ruta      | —    | —    | —    | —    | —     | 8.º   | Ab.   | 15.º  | 3.º   | Ab.   | —    | —    | —    | —    |
| Mundial Contrarreloj | Mundial Contrarreloj | —    | —    | —    | —    | —     | 33.º  | —     | 49.º  | —     | 42.º  | —    | —    | 45.º | —    |

—: no participa

Ab.: abandono

## Equipos
- Klaipeda-Splendid Cyclingteam (2007)
- Ulan (2008)
- Team Piemonte (2009)[4]
- Garmin/Cannondale (2011-2016)
  - Garmin-Cervélo (2011)
  - Garmin-Sharp (2012)
  - Garmin Sharp (2013-2014)
  - Team Cannondale-Garmin (2015)
  - Cannondale Pro Cycling Team (2016)
- Bahrain Merida (2017-2018)
- Delko (2019-2020)
  - Delko Marseille Provence (2019)
  - NIPPO DELKO One Provence (2020)
- Voltas Cycling Team (2022)